# Campionato sudamericano per club 2011 (pallavolo maschile)
Il campionato sudamericano per club di pallavolo maschile 2011 è stato la 3ª edizione del massimo torneo pallavolistico sudamericano per squadre di club e si è svolto dal 3 al 7 agosto 2011 a San Paolo, in Brasile. Al torneo hanno partecipato 5 squadre di club sudamericane e la vittoria finale è andata per la prima volta al Serviço Social da Indústria SP.

## Regolamento
Le squadre partecipanti al torneo hanno disputato un girone all'italiana.

## Squadre partecipanti
- UPCN
- Sesi
- Universidad Católica
- Vamos Peerless
- Ingenieros de Bolivia

## Classifica finale
| Classifica | Squadre               | Qualificazione                |
| ---------- | --------------------- | ----------------------------- |
|            | Sesi                  | Coppa del Mondo per club 2011 |
|            | UPCN                  |                               |
|            | Universidad Católica  |                               |
| 4          | Vamos Peerless        |                               |
| 5          | Ingenieros de Bolivia |                               |